# Кун-кун

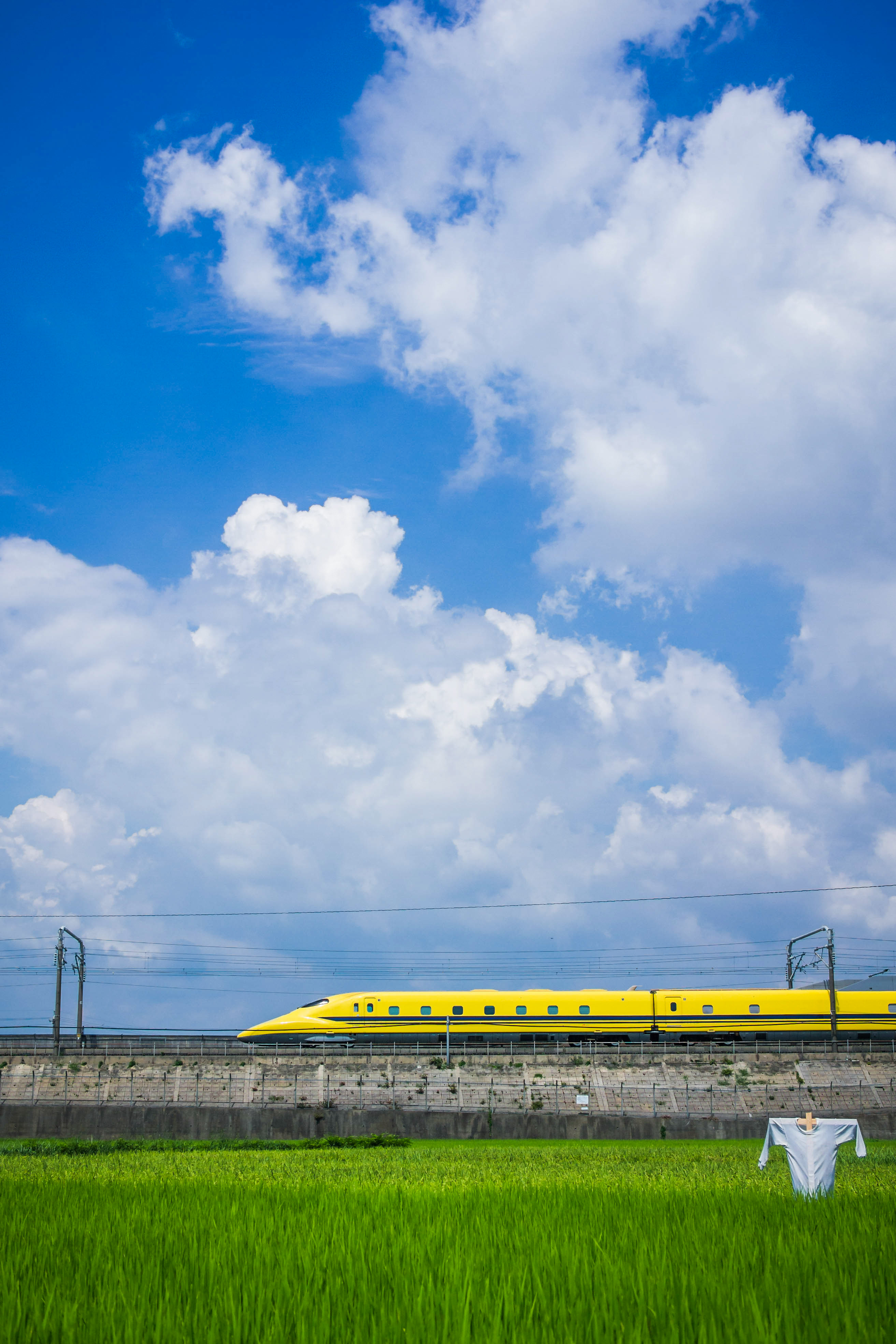
Предполагаемые наблюдения кун-куна на полях могут быть результатом путаницы с чучелами.

Кун-кун (яп. くねくね, 'wriggling body') — вымышленное существо, возникшее в Интернете как японская городская легенда. Впервые упомянутый на веб-сайтах в 2001 году на 2ch.net, Кун-куна обычно описывается как существо, имеющее тонкую, белую, бумажную или тканевую форму гуманоида, и, как говорят, оно обычно появляется в полях в жаркие летние дни. Его название, Кун-кун, произошло от его предполагаемой привычки шевелить конечностями при танцах. Объяснения происхождения Кун-куна включают в себя путаницу с чучелами или фитильными стоками на полях.

## Описание
Говорят, что Кун-кун напоминает тонкую, белую гуманоидную фигуру, похожую на бумажный манекен или кусок тонкой ткани. Говорят, что существо можно найти в обеденное время в жаркие летние дни. Кун-кун — имя, происходящее от слов «Двигающее тело» с японского языка.